# Isang Yun

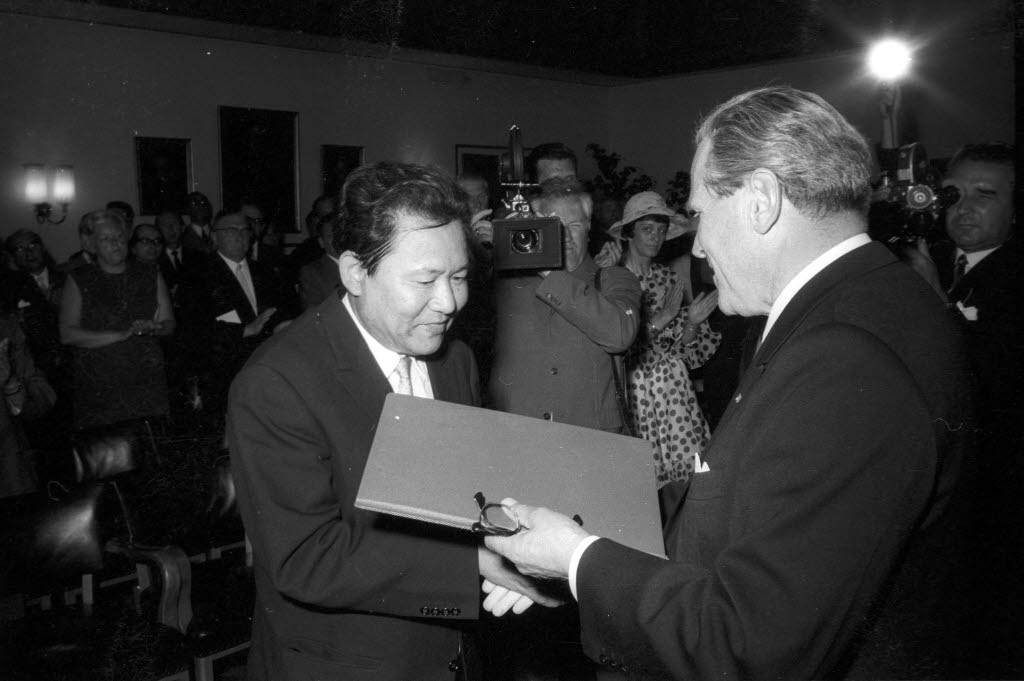
Isang Yun bei der Verleihung des Kulturpreises durch den Kieler Stadtpräsidenten Hermann Köster (re.), 1969

Isang Yun, ursprünglich Yun I-sang (* 17. September 1917 in Tong, nördlich der Hafenstadt Tongyeong, Provinz Gyeongsangnam-do; † 3. November 1995 in Berlin), war ein koreanisch-deutscher Komponist und Hochschullehrer.

## Leben
Isang Yuns Mutter hieß Pu Gu, sein Vater Ki Hyun. Er wuchs auf in der Zeit, als Korea eine Kolonie Japans war, das die Verdrängung der koreanischen Kultur anstrebte. Er war daran interessiert, das koreanische Musikleben aufzubauen und diesem Impulse zu geben. Als Komponist strebte er eine Musik an, die internationalen Standards entsprechen sollte und international aufgeführt werden konnte, aber dennoch koreanische Elemente in sich tragen sollte, um einen Beitrag zu einer koreanischen Identität auf dem Gebiet der Musik zu leisten. Die Besatzungskräfte vernichteten mehrere Aufzeichnungen von Yuns Stücken. Er selbst schloss sich dem Widerstand an, wurde jedoch 1944 inhaftiert und während der Haft gefoltert.
Nachdem er in Südkorea, wo er bis 1956 Musiklehrer war, als Komponist von Liedern, darunter auch Schulhymnen, hervorgetreten war und durch das Streichquartett I (1955) und ein Klaviertrio (1955) auf sich aufmerksam gemacht hatte, erhielt er im Jahr 1955 den Kulturpreis der Stadt Seoul. Das Preisgeld erlaubte ihm den Aufbruch nach Europa, wo er an die zeitgenössischen internationalen kompositorischen Entwicklungen Anschluss finden wollte. Hier begann er im Juni desselben Jahres ein Kompositionsstudium in europäischer bzw. französischer Tradition am Conservatoire National de Musique in Paris. Gleichwohl hatte er von Anfang an Korea im Blick, wie u. a. aus dem Briefwechsel mit der seit 1951 mit ihm verheirateten Soo Ya Yun, geborene Lee, hervorgeht.
In Paris studierte er Komposition bei Tony Aubin und Musiktheorie bei Pierre Revel, er übersiedelte aber schon im Juli 1957 nach West-Berlin, wo er ab dem Wintersemester an der Hochschule der Künste Komposition bei Boris Blacher, Musiktheorie bei Reinhard Schwarz-Schilling und Zwölftontechnik bei Josef Rufer, einem Schüler Arnold Schönbergs, studierte. Im September 1958 besuchte Yun erstmals die Internationalen Ferienkurse für neue Musik in Darmstadt, wo er u. a. auf John Cage und Bruno Maderna traf. Im Juli 1959 machte Yun seine Abschlussprüfung an der Hochschule der Künste in Berlin.
Die Erfolge von zwei Kompositionen, die wie ein Opus 1 bzw. Opus 2 sein offizielles Werkverzeichnis anführen, bewogen den Koreaner, in Deutschland zu bleiben: In Darmstadt gelangte am 4. September 1959 die Musik für sieben Instrumente (1959) mit den Hamburger Kammersolisten – Gerhard Otto (Flöte), Heinz Nordbruch (Oboe), Rudolf Irmisch (Klarinette), Alfred Franke (Fagott), Rolf Lind (Horn), Bernhard Hamann (Violine) und Siegfried Palm (Violoncello) – unter der Leitung von Francis Travis zur Uraufführung. Am 6. September 1959 wurden beim Gaudeamus-Festival in Bilthoven die Fünf Stücke für Klavier (1958) durch Herman Kruyt uraufgeführt. (Am 1. Oktober spielte Rolf Kuhnert die deutsche Erstaufführung in Krefeld, wo Yun zeitweilig seinen Wohnsitz nahm.)
Einige Jahre später bei den Weltmusiktagen der Internationalen Gesellschaft für Neue Musik (ISCM World Music Days) 1960 in Köln wurde sein 3. Streichquartett uraufgeführt.
In Berlin adaptierte Yun Schönbergs Zwölftontechnik; er stellte die Grundlagen seiner kompositorischen Technik, wie er später formulierte, „radikal um“. Dass Boris Blacher ihn ermutigte, die Individualität seiner Musiksprache aus der Auseinandersetzung mit der ostasiatischen traditionellen Musik – insbesondere den Hofmusiktraditionen Chinas, Koreas und Japans – zu entwickeln, führte in den frühen 1960er Jahren zu diversen Rundfunksendungen und wurde kompositorisch offensichtlich in Werken wie Loyang für Kammerensemble (1962), Gasa für Violine und Klavier (1963) sowie Garak für Flöte und Klavier (1963). Yun gelang es fortan, sich als Komponist, ausgehend vom deutschen Musikleben, international zu etablieren, wobei er ostasiatische Musiktraditionen (insbesondere die des lang ausgehaltenen „Einzeltons“, eine musiktheoretische Abstraktion) mit Techniken der westlichen Avantgarde verschmolz.
Im Sommer 1966 unternahm er eine zweimonatige Studien- und Vortragsreise in die Vereinigten Staaten: Tanglewood, Massachusetts, Aspen, Colorado, San Francisco, Los Angeles, Chicago, New York City. Zum Welterfolg wurde die Uraufführung von Réak (1966) bei den Donaueschinger Musiktagen am 23. Oktober 1966 unter Ernest Bour. Klänge der ostasiatischen Mundorgel (koreanisch Ssaenghwang, chinesisch Sheng, japanisch Shō) bildet Yun hier in einem auf den ersten Blick „avantgardistischen“ Orchestersatz nach.
Eine Katastrophe, die sich nachfolgend ereignete, setzte Yun in ein Zwielicht, das bis heute Nachwirkungen zeigt: Als Patriot hatte er sich früh kritisch zur Entwicklung des Regimes Park Chung-hee ab 1961 geäußert, entrüstet über die Zerschlagung der Gewerkschaften, die Errichtung der Militärdiktatur und die Liquidierung der Bestrebungen um die Wiedervereinigung Koreas. Im Jahr 1963 hatte er die Demokratische Volksrepublik Nordkorea besucht, was damals über die nordkoreanische Botschaft in Ost-Berlin möglich war. Gegenüber dem agrarischen Süden Koreas war das an Bodenschätzen reiche Nordkorea damals wirtschaftlich weiterentwickelt. Es wurde mit Hilfe der Sowjetunion und der DDR industrialisiert und infolge des Kalten Krieges gegenüber Südkorea abgeschottet. Dem Komponisten wurde auch der Besuch des Weltjugendfestivals 1962 in Helsinki angelastet.
Am 17. Juni 1967 wurde Yun vom südkoreanischen Geheimdienst über die südkoreanische Botschaft in Bonn nach Seoul entführt. Er, seine Frau und weitere in Südkorea geborene, in Europa und den Vereinigten Staaten lebende Koreaner wurden in Seoul nach dem Gesetz über die Nationale Sicherheit des Landesverrats angeklagt. In einem Schauprozess wurde er, das prominenteste Opfer dieser „Entführung“ (in Südkorea verharmlosend „East Berlin Incident“ genannt), am 13. Dezember 1967 in erster Instanz zu lebenslanger Haft verurteilt. Am 13. März 1968 wurde das Urteil in zweiter Instanz zu 15 Jahren Zuchthaus revidiert, schließlich in dritter Instanz im Januar 1969 zu zehn Jahren. Nach internationalen Protesten – zu den Unterstützern von Yun zählten u. a. Igor Strawinsky und Herbert von Karajan, Bernd Alois Zimmermann, György Ligeti und Karlheinz Stockhausen, aber auch Hans Zender – und durch den Einsatz seiner Freunde sowie des Auswärtigen Amts wurde er Ende Februar freigelassen und kehrte nach Deutschland zurück. Von 1969 bis 1971 hatte Yun einen Lehrauftrag für Komposition an der Musikhochschule Hannover. Ab 1970 lehrte er ferner Komposition an der Hochschule der Künste in Berlin, ab 1974 als Honorarprofessor und ab 1977 als ordentlicher Professor. Er und seine Frau wurden im Jahr 1971 deutsche Staatsbürger, lebten in Berlin-Kladow und hatte zwei Kinder (Djong und Ugiong).

## Schaffen
Während seiner Seouler Gefangenschaft erhielt Yun im Oktober 1967 die Erlaubnis zu komponieren. In der Gefängniszelle vollendete er die Oper Die Witwe des Schmetterlings (1967/68) am 5. Februar 1968. Nach Haftverschonung aus gesundheitlichen Gründen entstanden in einem Krankenhaus unter Bewachung die Kammermusikwerke Riul [Gesetz] und Images. Der mit Images verbundene Bezug auf die Grabfresken im nordkoreanischen Kangsǒ, die er bei seinem Besuch in Nordkorea im Jahr 1963 besichtigt hatte, ist zugleich modellhafter Ausdruck von Yuns taoistischer Ästhetik bzw. ästhetischer Ambiguität.
Seit Mitte der 1960er Jahre entstanden vier Opern (Der Traum des Liu-Tung, 1965; Die Witwe des Schmetterlings, 1967/68; Geisterliebe, 1969/70; Sim Tjong, 1971/72), die aus den verschiedensten Gründen (Avanciertheit der Musik und damit verbundene gesangs- wie spieltechnische Schwierigkeiten, die dazu in einem gewissen Gegensatz stehenden Märchenstoffe, der – zumindest bei den großen Opern – letztendlich an Wagners Musiktheater orientierte symphonische Anspruch) kaum neuinszeniert wurden.
Ins Konzert-Repertoire eingegangen ist Yuns Kammermusik. Vielfach aufgeführt wurden auch, zumal in den 1980er und frühen 1990er Jahren, seine Solokonzerte, beginnend mit dem autobiografisch motivierten Konzert für Violoncello und Orchester (1975/76) über das Konzert für Oboe und Harfe mit kleinem Orchester (1977), das Flötenkonzert (1977), das Klarinettenkonzert (1981) bis hin zu dem späten Oboenkonzert (1990) und dem Violinkonzert Nr. 3 (1992).
Zu den bedeutenden Orchesterstücken seiner ersten Schaffensphase in Europa (bis etwa 1975/76) zählen Fluktuationen für großes Orchester (1964), Dimensionen für großes Orchester mit Orgel (1971), Konzertante Figuren für Orchester mit Flöte, Oboe und Violine solo (1972), Harmonia für Bläser, Harfe und Schlagzeug (1974) und Ouverture für großes Orchester (1973; rev. 1974). Ein Stilwandel kündigt sich an in Muak. Tänzerische Phantasie für großes Orchester (1978) sowie Fanfare & Memorial für Orchester mit Harfe und Flöte solo (1979).
Das dreisätzige Konzert für Violine und Orchester Nr. 1 (1981) und die viersätzige Symphonie I für großes Orchester (1982/83) zeigen diesen Stilwandel weg von bis zu zwölftönigen, relativ statischen, in sich belebten Klangflächen (gleichwohl mit einer latent traditionellen, weil „zielenden“ Dramaturgie) hin zu einer stärker tonalen Idiomatik mit entsprechend deutlicher artikulierten emotionalen Gehalten und einer vergleichsweise traditionelleren, fast klassizistischen Dramaturgie. Yun empfand diese stilistischen Veränderungen seiner musikalischen Sprache nicht als Rückschritt, sondern als Versuch, ein breiteres Publikum anzusprechen und insbesondere auch in seiner Heimat Korea Anerkennung zu finden. (Dazu zählt nicht zuletzt Silla. Legende für Orchester, 1992.)
Namo für drei Soprane und Orchester nach Gebetsformeln des Mahayana-Buddhismus (1971, auch in einer Fassung mit Solo-Sopran) entstand nach der Befreiung aus der Seouler Gefangenschaft und wurde zu einer Art Danksagung. Auch Gagok für Gitarre, Schlagzeug und Stimme (Phoneme, 1972) knüpft an die Tradition einer altkoreanischen Gattung an.
Memory für drei Stimmen und Schlaginstrumente auf ein Gedicht von Du-Mu (1974) entstand wahrscheinlich zur Erinnerung an einen Verstorbenen. Besonders berühmt wurden Vokalwerke wie An der Schwelle, Sonette von Albrecht Haushofer für Bariton, Frauenchor, Orgel und Instrumente (1975) sowie Teile dich Nacht, drei Gedichte von Nelly Sachs für Sopran und Kammerensemble (1980), weil sie gegen die faschistische Herrschaft Stellung nehmen und damit auch europäische bzw. deutsche Thematik berühren. Weitere Werke nach Gedichten von Nelly Sachs sind Der Herr ist mein Hirte. Chor mit Solo-Posaune (23. Psalm und Nelly Sachs, 1981), O Licht. Chor mit Solo-Violine und Schlagzeug (Nelly Sachs und Buddhismus, 1981) sowie die Symphonie V (1987), die Friedenssymphonie.
Entsetzen über das Gemetzel in Kwangju 1980 zeigt das Orchesterstück Exemplum in memoriam Kwangju (1981). Als Kommentar zur Teilung Koreas entstand die Kantate mit oratorischen Zügen Naui ttang, naui minjogiyo! [„Mein Land, mein Volk“] für vier Vokalsolisten, Chor und Orchester (auf Lyrik südkoreanischer Oppositioneller, 1986/87).
Yun entfaltet in seinen Werken stilistische Vielfalt und Individualität. Neben den groß besetzten symphonischen Werken stehen sensible und filigrane Solostücke sowie Kammermusikwerke.

## Würdigungen
Im Jahr 1970 erhielt Yun den Kulturpreis der Stadt Kiel und 1985 den Musikpreis der Stadt Mönchengladbach. 1985 wurde er Ehrendoktor (Dr. phil. h. c.) der Philosophischen Fakultät der Universität Tübingen. 1988 wurde er mit dem Großen Bundesverdienstkreuz ausgezeichnet, 1995 zum Ehrenmitglied der International Society for Contemporary Music ISCM (Internationale Gesellschaft für Neue Musik) gewählt.
Anlässlich seines 90. Geburtstags würdigte ihn der Sozialwissenschaftler und Friedensforscher Dieter Senghaas:

„Nicht viele Komponistinnen und Komponisten haben ihr künstlerisches Lebenswerk dem Frieden, verstanden als Schutz vor Gewalt, Schutz der Freiheit und Schutz vor Not sowie einer Förderung von Empathie zwischen Kulturen, gewidmet. Isang Yun ist einer von ihnen, wobei er geradezu vorbildhaft dokumentiert, dass man ein kritisch gesinnter, politisch engagierter Patriot und gleichzeitig kosmopolitischer Weltbürger sein kann – und heute sein muss.“

Die Filmdokumentation Isang Yun: Ein Schicksal zwischen Nord- und Südkorea wurde 2013 bei ARTE ausgestrahlt. Die Körber-Stiftung bemerkt dazu:

„Isang Yun sah die Möglichkeit, Brücken zu bauen und politische Gräben zu überwinden. Heute ist er die einzige zeitgenössische Persönlichkeit, der in beiden Teilen Koreas ein Museum gewidmet ist. Die Filmautorin Maria Stodtmeier zeichnet sein Leben nach und gibt mit seltenen Aufnahmen aus Nord- und Südkorea Einblicke in ein bis heute zutiefst gespaltenes Land.“

Im Juli 2015 veranstaltete der Nordstadt-Konzerte e. V. in Hannover zu Ehren des Komponisten eine Konzertreihe.

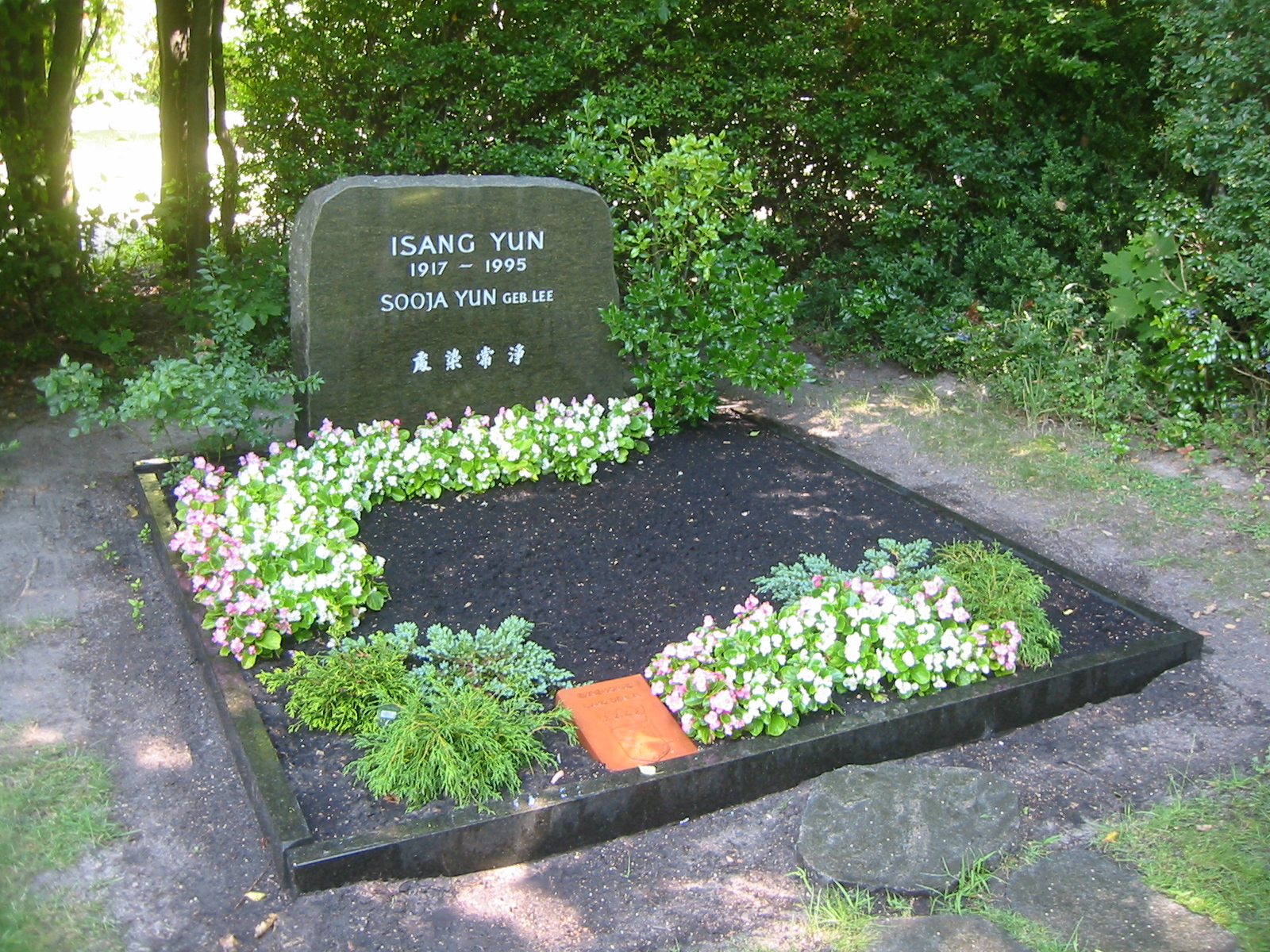
Ehrengrab im Jahr 2013 auf dem Landschaftsfriedhof in Berlin-Gatow

Er wurde auf dem Landschaftsfriedhof Gatow (Abt. 3, Abschnitt B, Nr. 13/14) bestattet. Sein Grab war von 1997 bis 2018 als Ehrengrab der Stadt Berlin ausgewiesen. Im Frühjahr 2018 wurde die Urne Isang Yuns nach Tongyeong überführt und unweit der 2014 fertig gestellten Tongyeong Concert Hall in einem neuen Grab mit Blick aufs Meer beigesetzt.

## Werke
Alle Werke Yuns sind verlegt bei Boosey & Hawkes / Bote & Bock, Berlin. Die Spielpartituren werden u. a. von Schott Music vertrieben.

### Kammermusik solo
- Fünf Stücke für Klavier (1958)
- Shao Yang Yin für Klavier oder Cembalo (1966)
- Tuyaux sonores für Orgel (1967)
- Glissées für Violoncello solo (1970)
- Piri für Oboe solo (1971)
- Fünf Etüden für Flöte(n) solo (1974)
- Fragment für Orgel (1975)
- Königliches Thema für Violine solo (1976)[20]
- Salomo für Altflöte solo (1977/78)[21]
- Interludium A für Klavier (1982)
- Monolog für Bassklarinette (1983)
- Monolog für Fagott (1983/84)
- Li-Na im Garten. Fünf Stücke für Violine solo (1984/85)
- In Balance für Harfe solo (1987)
- Kontraste. Zwei Stücke für Violine solo (1987)[22]
- Sori für Flöte solo (1988)
- Vier Chinesische Bilder für Blockflöte oder Flöte solo (1993)
- Sieben Etüden für Violoncello solo (1993)

### Kammermusik Duo
- Garak für Flöte und Klavier (1963)
- Gasa für Violine und Klavier (1963)
- Nore für Violoncello und Klavier (1964)
- Riul für Klarinette und Klavier (1968)
- Gagok für Stimme und Gitarre (1972), Bearbeitung von Siegfried Behrend
- Duo für Viola und Klavier (1976)
- Novellette für Flöte und Harfe ad lib. mit Violine und Violoncello (1980)
- Duo für Violoncello und Harfe (1984)
- Vier Inventionen für zwei Oboen (1983)
- Sonatina für zwei Violinen (1983)
- Gagok für Stimme und Harfe (1985)
- Contemplation für zwei Violen (1988)
- Intermezzo für Violoncello und Akkordeon (1988)
- Pezzo fantasioso per due strumenti con basso ad libitum (1988)
- Rufe für Oboe und Harfe (1989)
- Together für Violine und Kontrabass (1989)
- Sonate für Violine und Klavier (1991)
- Espace I für Violoncello und Klavier (1992)
- Espace II für Violoncello und Harfe mit Oboe ad libitum (1992/93)
- Zwei Ost-West Miniaturen für Oboe und Violoncello (1994)

### Trio
- Gagok für Gitarre, Schlagzeug und Stimme (1972)
- Trio für Flöte (auch Altflöte), Oboe und Violine (1972/73)
- Trio für Violine, Violoncello und Klavier (1972/75)
- Rondell für Oboe, Klarinette und Fagott (1975)
- Sonata für Oboe (auch Oboe d’amore), Harfe und Violoncello (oder Viola) (1979)
- Rencontre für Klarinette, Harfe (oder Klavier) und Violoncello (1986)
- Pezzo fantasioso per due strumenti con basso ad libitum (1988)
- Trio für Klarinette, Fagott und Horn (1992)
- Espace II für Violoncello und Harfe mit Oboe ad libitum (1992/93)

### Quartett
- Streichquartett I in drei Sätzen (1955)
- Streichquartett III in drei Sätzen (1959/61)
- Images für Flöte, Oboe, Violine und Violoncello (1968)
- Novellette für Flöte und Harfe, mit Violine und Violoncello ad lib. (1980)
- Quartett für Flöten (1986)
- Streichquartett IV in zwei Sätzen (1988)
- Streichquartett V in einem Satz (1990)
- Streichquartett VI in vier Sätzen (1992)
- Quartett für Horn, Trompete, Posaune und Klavier (1992)[23]
- Quartett für Oboe, Violine, Viola und Violoncello (1994)

### Quintett
- Quintett für Flöte und Streichquartett in drei Sätzen (1986)
- Quintett für Klarinette und Streichquartett I (1984)
- Quintett für Klarinette und Streichquartett II (1994)
- Tapis für Streicher (2 Vl., Va., Vc., Kb.) (1987)
- Festlicher Tanz für Bläserquintett (1988)
- Bläserquintett I-II (1991)
- Concertino für Akkordeon und Streichquartett (1983)

### Kammermusik größere Besetzung
- Musik für sieben Instrumente in drei Sätzen (Fl., Ob., Klar., Fg., Hr., Vl., Vc.) (1959)
- Loyang für Kammerensemble (neun Spieler mit Dirigent) (1962)
- Pièce concertante für Kammerensemble (acht Spieler mit Dirigent) (1976)
- Oktett für Klarinette (auch Bassklarinette), Fagott, Horn und Streichquintett (2 Vl., 2 Va., Vc., Kb.) (1978)
- Teile dich Nacht. Drei Gedichte von Nelly Sachs für Sopran und Kammerensemble (1980)
- Gong-Hu für Harfe und Streicher (1984)
- Distanzen für Bläser- und Streichquintett (1988)
- Kammerkonzert I für Kammerensemble oder kleines Orchester (1990)
- Kammerkonzert II für sieben Spieler (Ob., Pos., Pno., Perc., Va., Vc., Kb.) (1990)
- Bläseroktett mit Kontrabass ad libitum (1993)

### Orchesterwerke
- Bara (1960)
- Symphonische Szene (1960)
- Colloides sonores  für Streichorchester (1961)
- Fluktuationen für großes Orchester (1964)
- Réak für großes Orchester (1966)
- Dimensionen für großes Orchester mit Orgel (1971)
- Konzertante Figuren für Orchester mit Flöte, Oboe und Violine solo (1972)
- Harmonia für Bläser, Harfe und Schlagzeug (1974)
- Ouverture für großes Orchester (1973; rev. 1974)
- Muak. Tänzerische Phantasie für großes Orchester (1978)
- Fanfare & Memorial für Orchester mit Harfe und Flöte solo (1979)
- Exemplum in memoriam Kwangju (1981)
- Symphonie I in vier Sätzen für großes Orchester (1982/83)
- Symphonie II in drei Sätzen für Orchester (1984)
- Symphonie III in einem Satz für Orchester (1985)
- Symphonie IV Im Dunkeln singen in zwei Sätzen für großes Orchester (1986)
- Symphonie V in fünf Sätzen für hohen Bariton und großes Orchester nach Gedichten von Nelly Sachs (1987)
- Impression für kleines Orchester (1986)
- Mugung-Dong. Invocation für Bläser, Schlagzeug und Kontrabässe (1986)
- Tapis für Streicher (1987)
- Kammersinfonie I (1987)
- Kammersinfonie II Den Opfern der Freiheit (1989)
- Konturen für großes Orchester (1989)
- Silla. Legende für Orchester (1992)
- Engel in Flammen mit Epilog für Orchester, Sopran solo und Frauenchor (1994)

### Instrumentalkonzerte
- Konzert für Violoncello und Orchester (1975/76)
- Konzert für Flöte und kleines Orchester (1977)
- Konzert für Oboe und Harfe mit kleinem Orchester (1977)
- Konzert für Klarinette und Orchester (1981)
- Konzert für Violine und Orchester Nr. 1 in drei Sätzen (1981)
- Konzert für Violine und Orchester Nr. 2 (1983/86) in drei Sätzen, auch einzeln aufführbar: Festliches Präludium (1984), Dialog Schmetterling-Atombombe (1983), Adagio und Finale (1986)
- Konzert für Oboe (Oboe d’amore) und Orchester (1990)
- Konzert für Violine und kleines Orchester Nr. 3 (1992)
- Gong-Hu für Harfe und Streicher (1984)
- Duetto concertante für Oboe (Englischhorn), Violoncello und Streicher (1987)

### Vokalwerke
- Om mani padme hum. Zyklus für Sopran, Bariton, Chor und Orchester in fünf Sätzen (1964)
- Ein Schmetterlingstraum. Chor auf einen chinesischen Text von Ma Chi-Yuan (1968)
- Namo für drei Soprane und Orchester nach Gebetsformeln des Mahayana-Buddhismus (1971)
- Gagok für Gitarre, Schlagzeug und Stimme. Text: Phoneme (1972)
- Vom Tao. Chöre aus der Oper Sim Tjong für gemischten Chor, Orgel und Schlagzeug (1972/82)
- Memory für drei Stimmen und Schlaginstrumente auf ein Gedicht von Du-Mu (1974)
- An der Schwelle. Sonette von Albrecht Haushofer für Bariton, Frauenchor, Orgel und Instrumente (1975)
- Der weise Mann. Kantate nach Texten des Predigers Salomo und von Laotse für Bariton, gemischten Chor und kleines Orchester (1977)
- Schamanengesänge aus der Oper Geisterliebe (1969/70) für Alt und Kammerorchester bearbeitet von Erwin Koch-Raphael (1977)
- Teile dich Nacht. Drei Gedichte von Nelly Sachs für Sopran und Kammerensemble (1980)
- Der Herr ist mein Hirte. Chor mit Solo-Posaune nach dem 23. Psalm und Nelly Sachs (1981)
- O Licht. Chor mit Solo-Violine und Schlagzeug nach Nelly Sachs und einem buddhistischen Gebet (1981)
- Naui ttang, naui minjogiyo! („Mein Land, mein Volk“) Koreanische Kantate für vier Vokalsolisten, Chor und Orchester (1986/87)
- Epilog für Sopran solo, dreistimmigen Frauenchor und fünf Instrumente (1994)

### Opern
- Der Traum des Liu Tung (1965)
- Die Witwe des Schmetterlings (1967/68)
- Geisterliebe (1969/70)
- Sim Tjong (1971/72)